# ビーチー岬

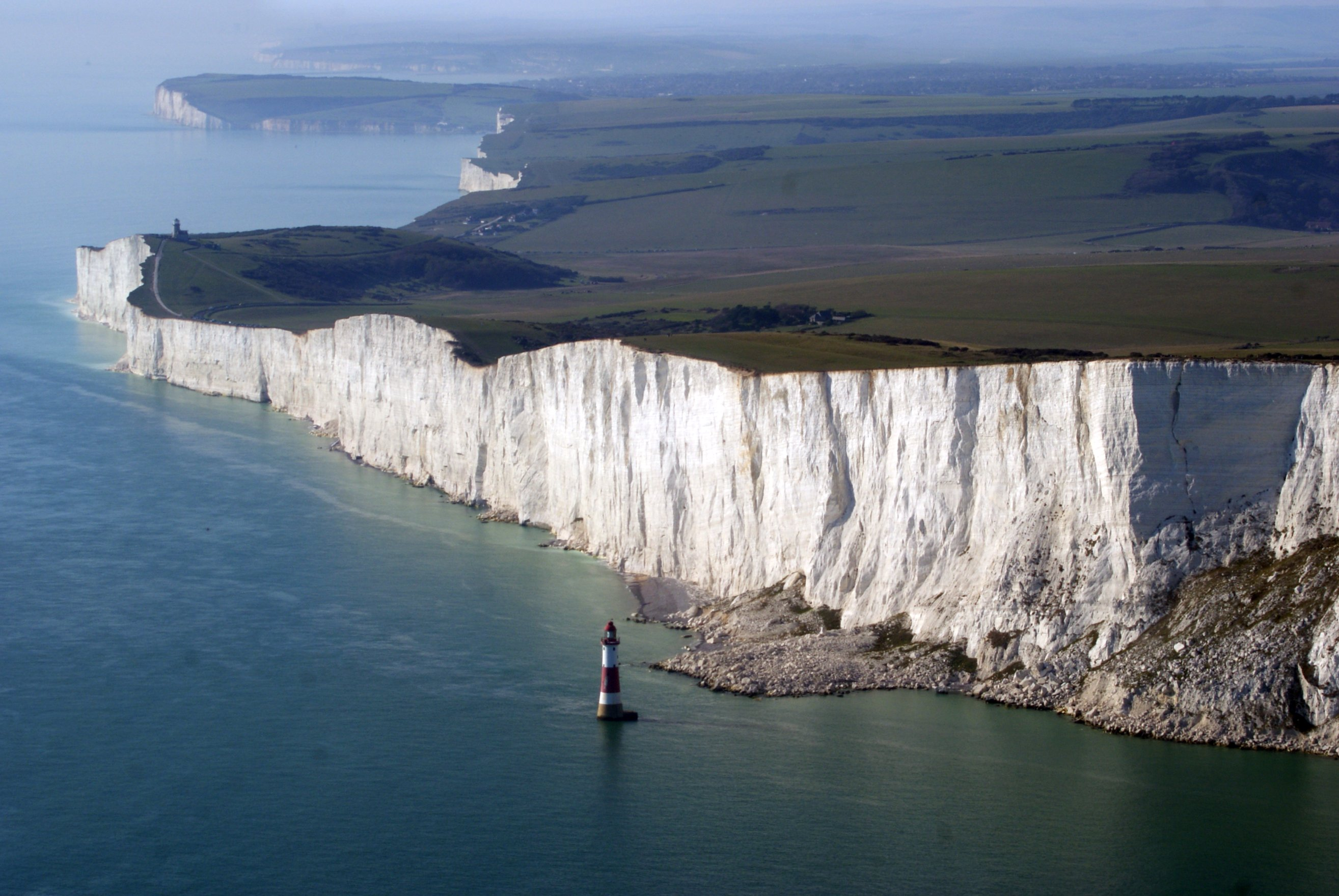
上空から

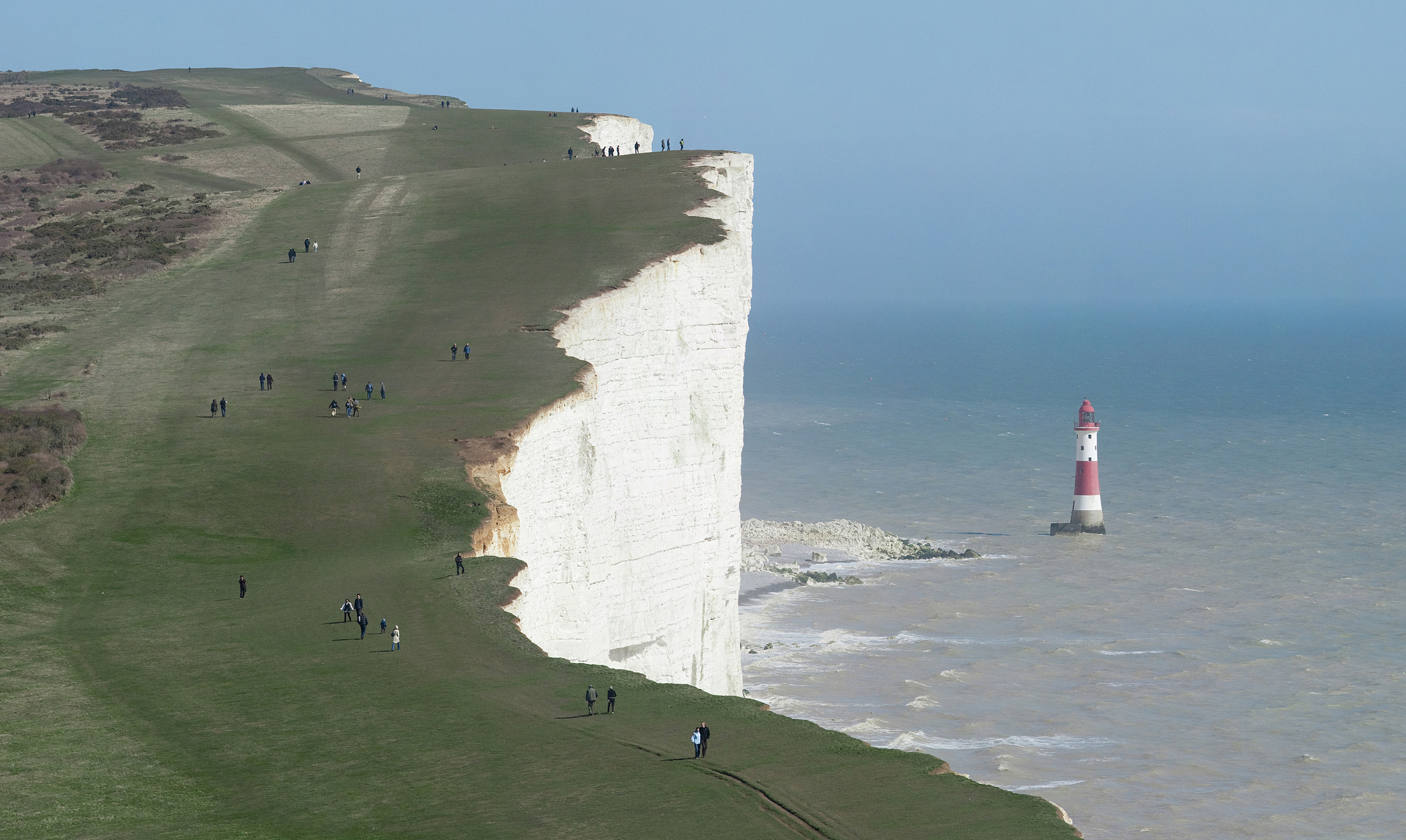
西のバーリン・ギャップ近くから崖と灯台を望む

ビーチー岬（ビーチーみさき、ビーチー・ヘッド、英: Beachy Head）は、イングランド・イーストボーンの町の近くにあるチョーク岩からなる岬であり、セブン・シスターズの東隣にある。ビーチー岬はイーストボーン・バラの所有地であり、その管理下にある。この岬は、海に面したチョーク岩の崖としてはイギリスで最も高く、海面から162メートルの高さがある。南東へ海に面した突端部からは、東はダンジネス、西はセルジー・ビルまで望むことができる。

## 地質学

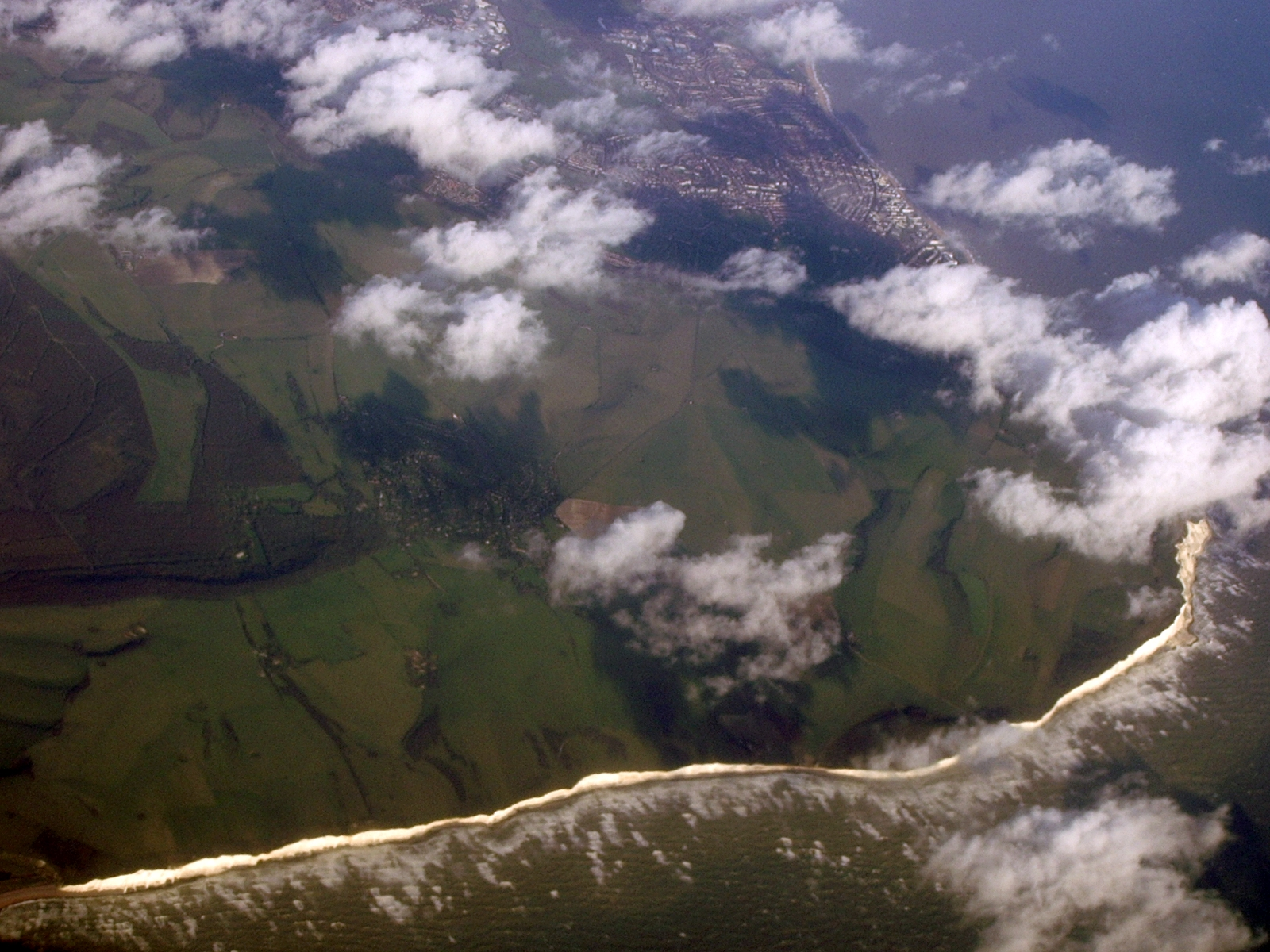
航空写真

この岬のチョーク岩は6,600万年〜1億年前の白亜紀後期に形成され、その頃ここはまだ海面下にあったが、新生代に入ってから隆起し陸地となった。最後の氷河期が終わると海面上昇によってイギリス海峡が形成され、波がチョーク岩を削って、サセックスの沿岸部に印象的な断崖をいくつも形づくった。
ビーチー岬周辺の崖は、打ち寄せる波によって形成されたものであり、小さな岩の崩落がしばしば見られる。柔らかいチョーク岩層は、硬い岩石層と幾重にも折り重なって層状になっており、この構造によって崖がどのように侵食されるかが決まってくる。まず打ち寄せる波が崖の下側を掘り崩し、それによって直上のチョーク岩層が板状に崩れ落ちる。さらにいずれはその上のチョーク岩層も崩れ落ち、そうして順に侵食が進んでいくのである。小規模な岩の崩落に比べると、大規模な崩落は稀である。2001年には、冬に大雨が降った際に雨水が岩の割れ目にしみ込んで凍り、割れ目を押し広げた。これによって崖の先端が崩落して海に落ち、「悪魔の煙突」と呼ばれた有名なチョーク岩の塊が破壊された。

## 歴史
ビーチー岬は1274年に "Beauchef"、1317年に "Beaucheif" という名で文献に現れ、1724年までには "Beachy Head" に定まったが、浜 (beach) があるわけではない。この地名は「美しい岬」を意味するフランス語 beau chef が訛ったものである。
1929年にイーストボーンがビーチー岬周辺の土地 16km2（4,000エーカー）を、土地開発から守るため約10万ポンドで購入した。
ビーチー岬はその際立った景観により、イギリス海峡を通る船乗りたちのランドマークとなっている。例えばシーシャンティの "Spanish Ladies"（スペイン女たち）には次のように現れる。
ドイツの社会科学者・哲学者にして共産主義の父の一人でもあるフリードリヒ・エンゲルスの遺灰は、遺言に従ってビーチー岬の崖の上からイギリス海峡にまかれた。

## 灯台
この岬は航海で危険となる場所だった。1831年にビーチー岬の西側でベル・タウト灯台の建設が始まった。しかし霧と低く垂れ込めた雲が灯台の明かりを遮ってしまうことがあるため、ビーチー岬の下の海上にビーチー岬灯台が建設された。

## 戦時
第一次英蘭戦争の際、1653年のポートランド沖海戦の3日目はビーチー岬の沖で戦われた。1690年のビーチー岬海戦は、大同盟戦争における海戦である。いわゆる第二次ビーチー岬海戦は第一次世界大戦時の1916年9月に一週間以上にわたり戦われた。ドイツの3隻のUボートが、ビーチー岬からエディーストーンの間で30隻の商船を撃沈した。これの対処にはイギリス海軍の40隻の駆逐艦、48隻の魚雷艇、7隻のQシップ、468隻の補助艦艇があたった。
第二次世界大戦時には、航空機との無線通信を円滑にするため、イギリス空軍がビーチー岬に中継局を建設した。1942年にビーチー岬で検出された信号は、エッフェル塔から発せられたテレビ電波だと同定された。ドイツは戦前からあったテレビ施設を再稼動し、パリ近郊の軍人病院や要人向けに独仏放送を開始していたのである。英空軍はそれらの番組をチェックして、ニュース映像から情報収集をしようとしたが、これはうまくいかなかった。また重要な軍事レーダー施設がこの地域に置かれ、冷戦期の1953年から1957年にかけて地下バンカーでレーダー・コントロール・センターが稼動していた。

## 観光
この崖はベル・タウトから西へ、バーリン・ギャップに向けてくだり、さらにその西にセブン・シスターズがある。この地域は観光名所のひとつとなっている。バーリン・ギャップにはレストランが一軒あり、夏にはアイスクリームの屋台が何台か出てくる。

## 自殺スポット

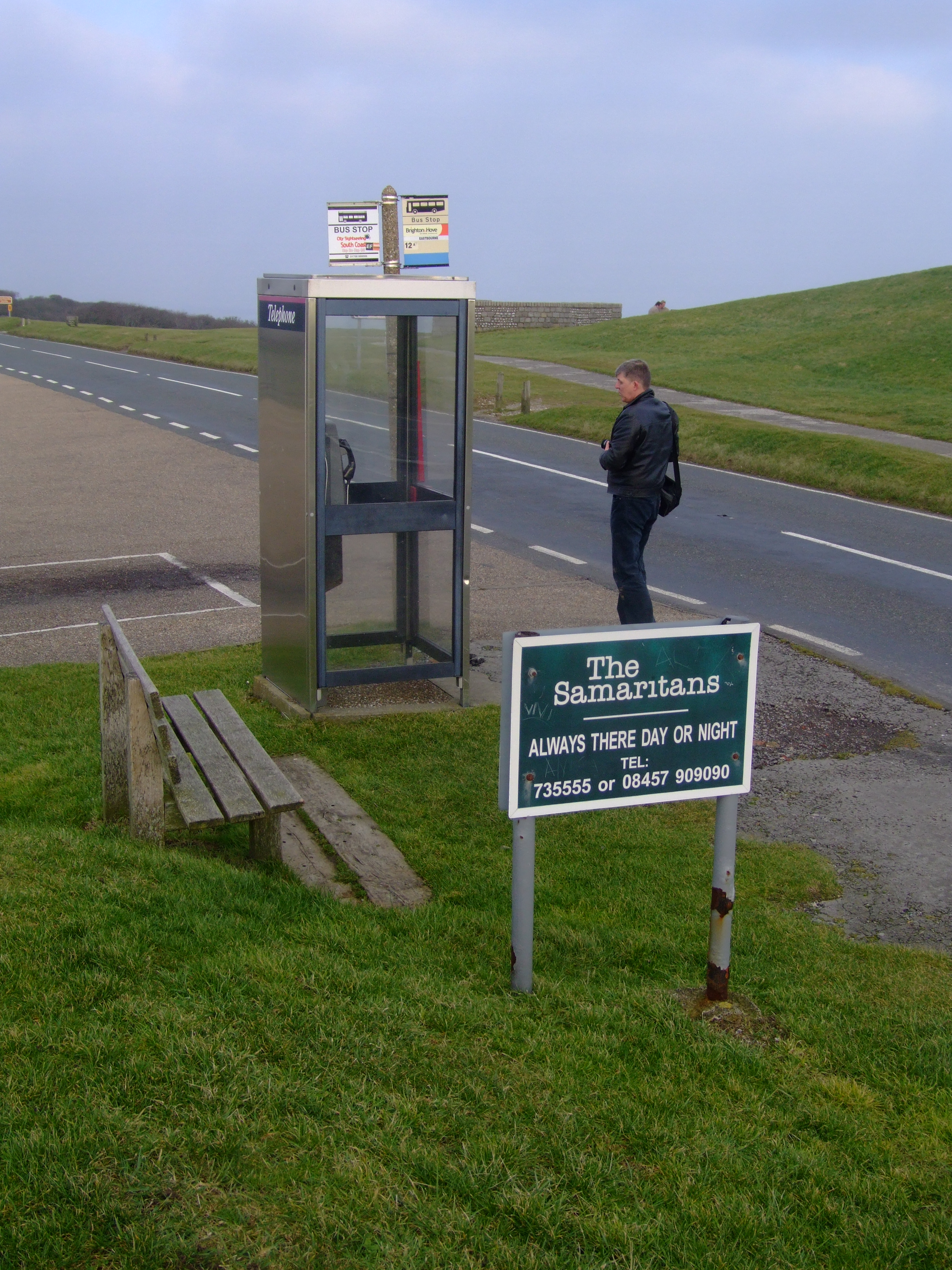
ビーチー岬に設置された電話ボックスとサマリタンズ（慈善団体）の看板

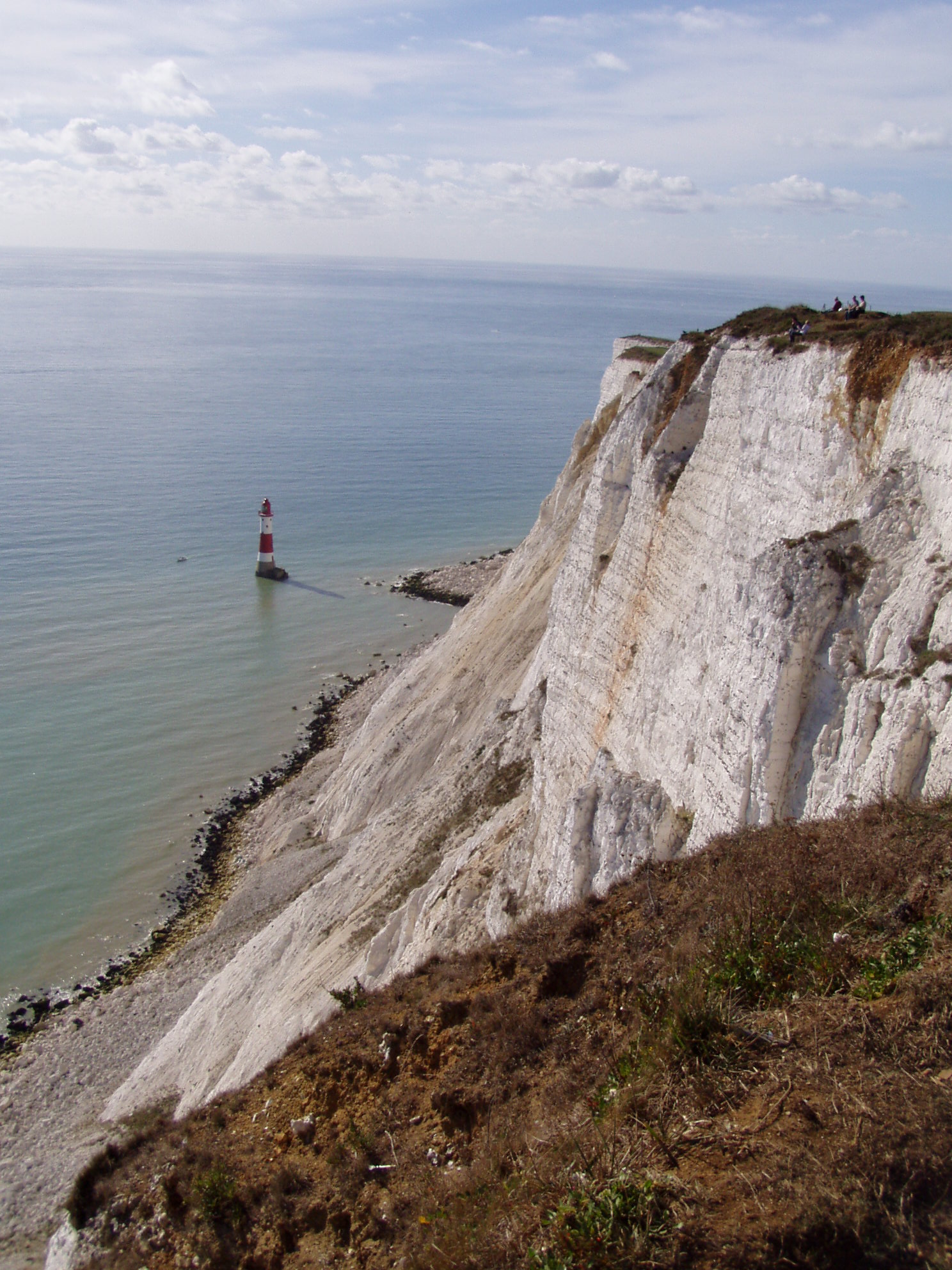
崖下の灯台

ビーチー岬では年に20人の自殺者が出るとみられている。岬の牧師団体 (The Beachy Head Chaplaincy Team) は日中・夜間に一帯を定期巡回し、飛び降り自殺を未然に発見、制止するよう努めている。パブの従業員やタクシー運転手も自殺を企図する人たちの見張りに従事しており、また慈善団体のサマリタンズの電話番号を書いた立て看板をいくつか立て、彼らに連絡するよう潜在的な飛び降り自殺者に対し促している。
ここでの自殺はメディアで何度も取り上げられ、その報道がさらに飛び降り自殺者をここに呼び寄せると牧師団体の設立者ロス・ハーディは述べている。世界的に見て、特定地点での自殺率がここを上回るのはサンフランシスコの金門橋と、日本の青木ヶ原の森だけだとウォール・ストリート・ジャーナルは報じている。（なおこのデータには異論もある。）
最も古い自殺の記録は7世紀まで遡る。1965年から1979年の間、ここで124人が亡くなった。 S・J・サーティーズによると、そのうち115名は「まず間違いなく」自殺であり（ただし検視官の検案書は58件しか残っていない）、犠牲者の61%はイースト・サセックスの域外から来ていた。2002年から2005年にかけて死亡者は増加を続けたが、2006年にはわずか7名まで減った。海事沿岸警備庁（その沿岸警備救助団は飛び降り者の救助と死体の回収にあたる）は、牧師団体の働きと地元メディアの良い報道姿勢がこの死亡者減少に寄与したと述べた。2008年には少なくとも26名がここで死亡した。
連続ドラマ『イーストエンダーズ』でマーク・ファウラを最初に演じたデイヴィッド・スカボロは1988年にここで自殺した。

## 作品における登場
- 1979年の映画『さらば青春の光』のラストシーンで、フィル・ダニエルズ（英語版）演じる主人公がここでバイクを走らせ崖の上からバイクを落とし破壊した[16]。またこの映画のオマージュという形で、「映画 けいおん!」のエンディングにビーチー岬が登場する[17]。
- 1987年のジェームズ・ボンド映画『007 リビング・デイライツ』のオープニング・シーンはこの崖で撮影された。これはボンド（代替わりしたばかりのティモシー・ダルトン）が崖の端を走り越えたランドローバーからパラシュートで降下するというものだが、脚本上はジブラルタルの岩ということになっている[18]。
- ダウンテンポ・グループのメカニカル・ミーが2000年にリリースした4トラックのEP「I Like」には "Beachy Head" という曲が収録されており、その後イギリスのエレクトロニック音楽アーティストのボノボ（英語版）がこれをリミックスした。ボノボはそれを2001年のセカンドEP「I Like Mixes」で "Beachy Head (Bonobo Mix)" としてリリースした後、2002年のコンピレーション・アルバム『One Offs... Remixes & B-Sides』にも収録した[19][20]。
- オルタナティブ・ロックバンドのナダ・サーフは2008年のアルバム『ラッキー（英語版）』の曲「ザ・フォックス」でビーチー岬に触れている[21]。